# DKS Lwów
DKS Lwów – polski klub piłkarski z siedzibą w mieście Lwów, działający w latach 1922–1927.

## Historia
Chronologia nazw:
- 1922: D.K.S. [Dantystyczny Klub Sportowy] Lwów
- 1927: klub rozwiązano

Dantystyczny Klub Sportowy, w skrócie DKS, został założony we Lwowie na początku lat 20. XX wieku i zrzeszał miejscowych stomatologów (zwanych wówczas w gwarze lwowskim "dantysta"). W 1922 roku drużyna zadebiutowała w rozgrywkach Klasy C podokręgu Lwów Lwowskiego OZPN. W debiutowym sezonie zespół zajął ostatnie 9.miejsce w grupie II. W następnym 1923 roku zwyciężył w grupie VII i zakwalifikował się do barażów Lwowskiego podokręgu I o awans do Klasy B. W pierwszej rundzie zespół pokonał w dwumeczu 5:0 (w/o) i 1:1 LKS Strzelec Lwów, ale w następnej rundzie przegrał 0:5 i 0:12 żydowskiemu Metalowi. W 1924 również występował w grupie II Lwowskiego podokręgu Klasy C. Dopiero w 1925 roku po wygraniu grupy II, chociaż przegrał 2:5 i 1:2 w finale z VIS Lwów, ale otrzymał awans do Klasy B. W 1926 drużyna debiutowała w Klasie B, podokręg Lwów, ale nie utrzymał się w klasie B. W 1927 zespół po raz ostatni grał w podokręgu Lwów Klasy C, po czym klub został rozwiązany.

## Sukcesy

### Trofea międzynarodowe
Nie uczestniczył w rozgrywkach europejskich (stan na 31-05-2024).

### Trofea krajowe
| \| \| Zdobyte trofea w rozgrywkach Polski (stan na: 31-05-2024) \| |                                                           |      |          |
| Rozgrywki                                                          | Osiągnięcie                                               | Razy | Sezon(y) |
| Mistrzostwo                                                        | I miejsce                                                 | 0    |          |
| Mistrzostwo                                                        | II miejsce                                                | 0    |          |
| Mistrzostwo                                                        | III miejsce                                               | 0    |          |
| Puchar                                                             | zdobywca                                                  | 0    |          |
| Puchar                                                             | finalista                                                 | 0    |          |
| II liga                                                            | I miejsce                                                 | 0    |          |
| II liga                                                            | II miejsce                                                | 0    |          |
| II liga                                                            | III miejsce                                               | 0    |          |
| Polska                                                             | Zdobyte trofea w rozgrywkach Polski (stan na: 31-05-2024) |      |          |

## Poszczególne sezony

### Rozgrywki międzynarodowe

#### Europejskie puchary
Klub nie uczestniczył w rozgrywkach europejskich.

### Rozgrywki krajowe
| \| Polska \| Bilans występów klubu w rozgrywkach piłkarskich Polski (Stan na 31 maja 2024 r.) \| \| |                                                                                  |        |       |   |   |   |    |    |     |                 |        |        |      |
| Poziom                                                                                              | Rozgrywki                                                                        | Sezony | Mecze | Z | R | P | B+ | B– | Pkt | Lata            | Awanse | Spadki | Naj. |
| I                                                                                                   | Liga                                                                             | 0      |       |   |   |   |    |    |     |                 |        |        |      |
| II                                                                                                  | Klasa A / Liga Okręgowa                                                          | 0      |       |   |   |   |    |    |     |                 |        |        |      |
| III                                                                                                 | Klasa B / Klasa A                                                                | 1      |       |   |   |   |    |    |     | 1926            | 0      | 1      |      |
| IV                                                                                                  | III liga / Klasa C / Klasa B                                                     | 5      |       |   |   |   |    |    |     | 1922-1925, 1927 | 1      | 0      | 1    |
| | Puchar Polski                                                                    | 0      |       |   |   |   |    |    |     |                 |        |        |      |
| Polska                                                                                              | Bilans występów klubu w rozgrywkach piłkarskich Polski (Stan na 31 maja 2024 r.) |        |       |   |   |   |    |    |     |                 |        |        |      |

## Struktura klubu

### Stadion
Drużyna rozgrywała swoje mecze domowe we Lwowie na stadionie Pogoni Lwów lub na stadionie Czarnych Lwów na Bednarówce.

## Kibice i rywalizacja z innymi klubami

### Derby
- AZS Lwów
- Bar Kochba Lwów
- Biali Lwów
- Czarni Lwów
- Drugi Sokół Lwów
- Hakoah Bogdanowka
- Hasmonea Lwów
- Jutrzenka Lwów
- Kresovia Lwów
- Lechia Lwów
- Lwowianka Lwów
- Metal Lwów
- Naprzód Lwów
- Odwet Lwów
- Pogoń Lwów
- Polonia Lwów
- RKS Lwów
- Siła Lwów
- Strzelec Lwów
- Świteź Lwów
- Unia Lwów
- VIS Lwów